# Округ Санта Фе (Њу Мексико)
Округ Санта Фе (енгл. Santa Fe County) је округ у америчкој савезној држави Њу Мексико.

## Демографија
По попису из 2010. године број становника је 144.170, што је 14.878 (11,5%) становника више него 2000. године.
| Група             | 2000.          | 2010.          |
| Белци             | 58.790 (45,5%) | 63.291 (43,9%) |
| Афроамериканци    | 826 (0,6%)     | 1.239 (0,9%)   |
| Азијати           | 1.133 (0,9%)   | 1.672 (1,2%)   |
| Хиспаноамериканци | 63.405 (49,0%) | 73.015 (50,6%) |
| Укупно            | 129.292        | 144.170        |